# Vriesea oleosa
Vriesea oleosa là một loài thuộc chi Vriesea. Đây là loài bản địa của Brasil.

## Hình ảnh

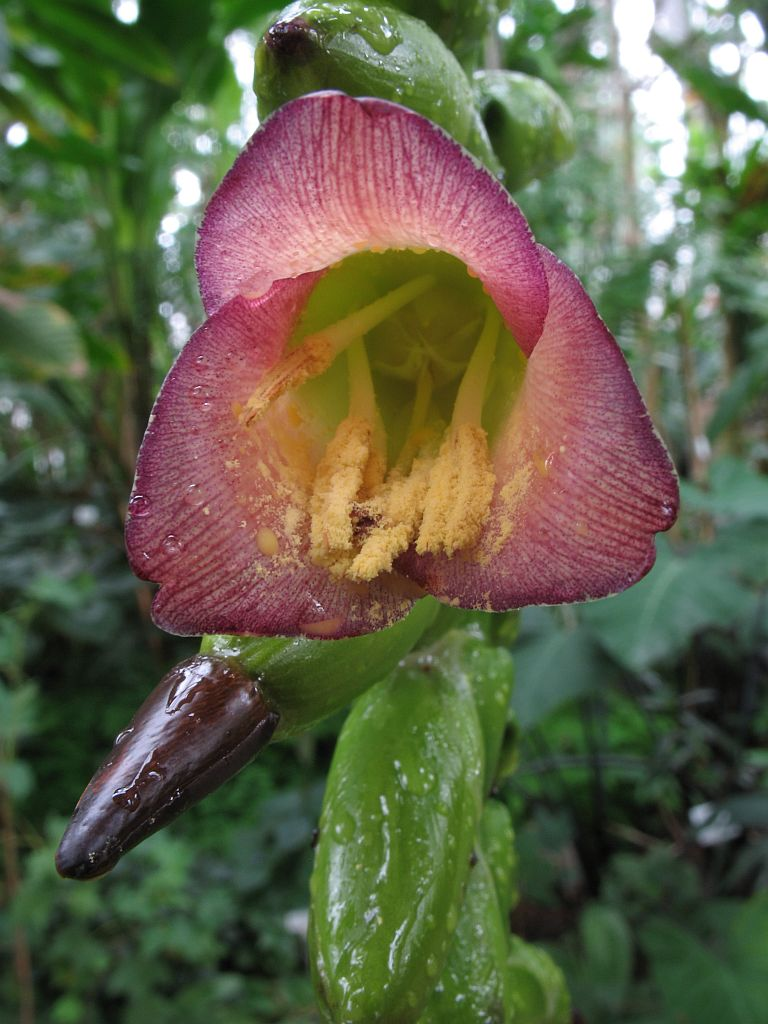
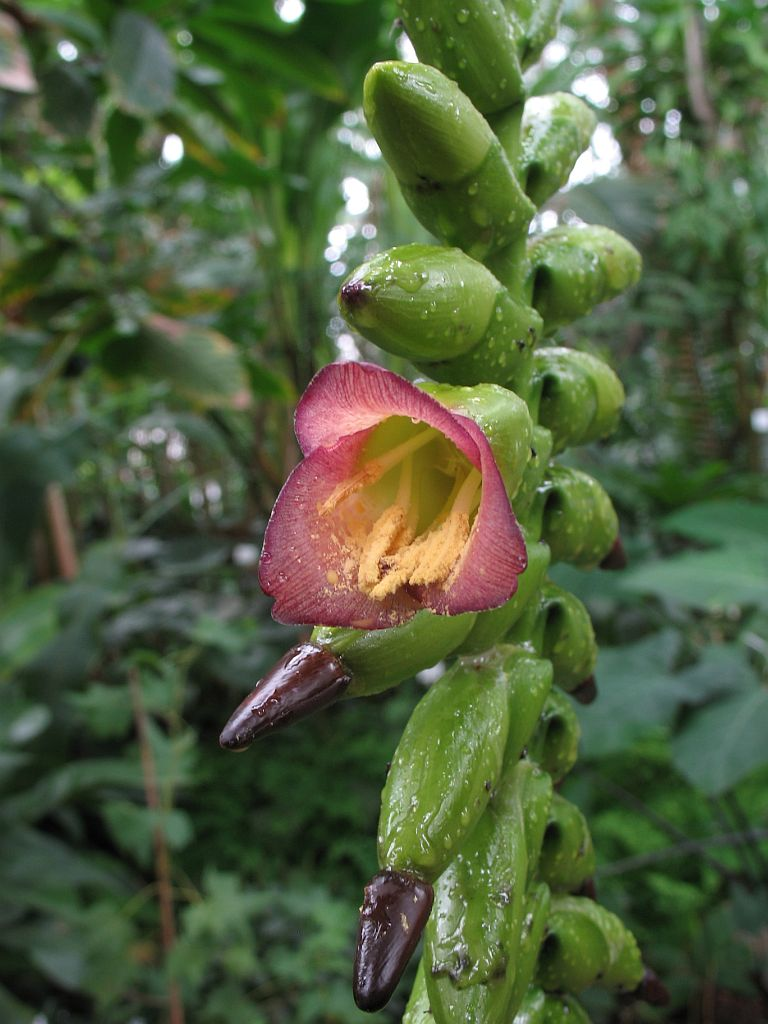